# Липна (Владимирская область)
Липна — деревня в Петушинском районе Владимирской области России, входит в состав Пекшинского сельского поселения.

## География
Деревня расположена на берегу реки Большая Липня в 4 км на запад от центра поселения деревни Пекша и в 11 км на восток от райцентра города Петушки на автодороге М-7 «Волга».

## История
Первое упоминание деревни Липна имеется в переписных книгах 1705 года в составе Абакумовского прихода, в ней числилось 55 крестьянских дворов и 165 душ. В деревне Липне с 1875 года имелась земская школа, учащихся в 1896 году было 34. 
В списке населённых мест Владимирской губернии 1859 года указаны две деревни: Липня (Сафонково) — 360 жит. и Липня (Зиновково) — 291 жит. В списке населённых мест Владимирской губернии 1905 года имелись деревня Липня и деревня Софонково — 380 жит. 
В конце XIX — начале XX века деревня Липня (Сафонково) являлась центром Липенской волости Покровского уезда.
С 1929 года деревня являлась центром Липненского сельсовета в составе Петушинского района.
С 1896 года при деревне располагался кирпичный завод Капитолины Ивановны Аксеновой. По данным на 1900 год, на заводе работало 8 рабочих. В год завод производил около 200 000 кирпичей.

## Население
| 1859 | 1905 | 1926 | 2002 | 2010 | 2021 |
| ---- | ---- | ---- | ---- | ---- | ---- |
| 291  | ↘96  | ↗157 | ↗802 | ↘704 | ↘642 |

## Инфраструктура
В деревне находятся фельдшерско-акушерский пункт, культурно-досуговый центр, отделение федеральной почтовой связи, вдоль автодороги М-7 «Волга» гостиницы, кафе, магазины.